# Martin Boyd
Martin à Beckett Boyd, noto anche con lo pseudonimo di Martin Mills (Lucerna, 10 giugno 1893 – Roma, 3 giugno 1972), è stato uno scrittore australiano.

## Biografia
Visse a Londra e in Italia; scrittore sentimentale, fu molto influenzato dalla cultura mediterranea dei Paesi che visitò. Tra le sue opere, per lo più sentimentali, si ricordano Gli dei dell'amore (1925), Brangane (1926), Scandalo di primavera (1934), Lucinda Brayford (1946) ed Esplosione d'amore (1955).